# Alwina Gjulumjan

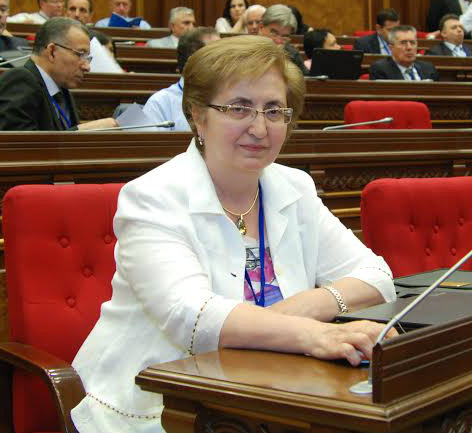
Alwina Gjulumjan (2012)

Alwina Gjulumjan (armenisch Ալվինա Գյուլումյան, engl. Transkription Alvina Gyulumyan; * 20. Januar 1956 in der Provinz Schahumjan) ist eine armenische Richterin.

## Leben und Wirken
Gjulumjan studierte ab 1972 Rechtswissenschaften an der Staatlichen Universität Jerewan, wo sie 1979 ihren Abschluss machte. Anschließend war sie bis 1985 in Armenien als Rechtsanwältin tätig, bevor sie ab 1985 als Richterin am Obersten Gerichtshof Armeniens in den Staatsdienst eintrat. Von dort wechselte sie 1995 als Richterin an den armenischen Verfassungsgerichtshof. In dieser Zeit war sie Mitglied zahlreicher nationaler Justizkommissionen, so etwa zur Justizreform und der für Verfassungszusätze. Von 1998 bis 2003 war sie Vorsitzende der armenischen Richtervereinigung. Am 11. Juni 2003 wurde Gjulumjan zur Richterin am Europäischen Gerichtshof für Menschenrechte ernannt. Dort war sie von November 2012 bis zu ihrem turnusmäßigen Ausscheiden nach Ende ihrer Amtszeit am 31. Oktober 2014 Vizepräsidentin der Dritten Sektion. Anschließend kehrte sie auf ihre Stelle an den armenischen Verfassungsgerichtshof zurück. Seit Januar 2020 war sie dessen Vizepräsidentin. Im Juni 2020 trat sie in den Ruhestand, nachdem eine Reform verabschiedet worden war, nach der Richter, deren Amtszeit bereits 12 Jahre oder länger gedauert hatte, aus dem Gericht ausschieden.